# Museo Nacional del Arroz
El Museo del Arroz se inauguró en el año 2007 bajo el Programa "Identidad Entrerriana", es el primero de su tipo en toda América y el tercero en el mundo. Se encuentra en la intersección de las calles Belgrano y San Martín de San Salvador, Entre Ríos, República Argentina y ocupa el edificio de la antigua comisaría local que fue construida por obra del fundador de la ciudad, Miguel Pedro Atanasio Malarín, en 1929. Es la mayor obra del estilo italianizante de la región. Aquí se puede ver toda la evolución de la Cuenca Arrocera más importante del Cono Sur.

## Salas
En sus cinco salas de exposición permanente, se registra la historia de este importante cultivo, así como de la industria desarrollada alrededor del mismo. Existe un sector dedicado al recuerdo de las distintas ediciones de la Fiesta Nacional del Arroz, que se realiza en la localidad. En el patio cerrado, ubicado en el corazón del museo, se destaca una obra realizada por herreros locales que representa al taipero, nombre que se le da trabajador del arroz en la región. 
La realización de exposiciones itinerantes de artistas locales y regionales es otro de los aspectos del museo. Durante los meses de verano se realiza el programa "Noches en el museo" donde se ofrecen espectáculos musicales, teatro, degustación de platos de arroz, entre otras actividades.

## Objetivos
- Preservar el acervo tangible e intagible de la región.
- Transmitir la requisa de nuestra historia para las generaciones venideras.
- Generar interés por la historia local.
- Generar conciencia del cuidado del Patrimonio Histórico y Cultural de la ciudad.

## El pionero del arroz
Félix Mauricio Zacharias Bourren Meyer, nacido en Villa Elisa en 1897 pero que realizó sus estudios primarios en San Salvador. Fue el pionero del Arroz en la zona, ya que en su paso por la provincia de Corrientes comenzó a analizar la posibilidad de experimentar con ese cultivo y realizó la primera plantación, en la margen izquierda del Arroyo Grande o Del Pedernal. Hoy es considerado el verdadero impulsor de esta actividad en la Provincia de Entre Ríos.

## Información
- «Museo del Arroz».